# Sutton (Australia)
Sutton – miasto w Australii, w stanie Nowa Południowa Walia.